# NRA Sporting Rifle
NRA Sporting Rifle(NRA fuzil esportivo) é uma modalidade de prova de tiro desportivo baseada na NRA High Power Rifle, disputada por ambos os sexos onde se utiliza armas longas de fogo central (fuzil) de repetição manual.
A prova consiste em serie de tiros lentos e tiros rápidos em três serie deposições diferentes -  em pé, deitado e sentado ou joelhado, contra alvos de papel posicionados a 100 metros (embora o regulamento também prevê prova de 200 metros).
Esta prova e destinada à utilização de diversas armas normalmente utilizadas nas atividades de tiro esportivo e caça esportivo amador. As armas que podem ser utilizada nesta prova são por exemplo as carabinas Puma, Mosquefal, fuzil Mauser, Winchester e outras armas de repetição manual, que possuem peso menor que 4,31 Kg, sem restrição quanto ao calibre.
As regras oficiais não permitem o uso de armas muito sofisticadas para promover o nivelamento e incrementar a competitividade entre os atiradores de NRA Sporting Rifle. Os series de tiro rápido são de quatro disparos por serie, para permitir o uso de fuzil esportivo com carregador de capacidade de tiros limitados.

## Historia
A prova de NRA Sporting Rifle ou NRA High Power Sporting Rifle como são conhecidas em EUA, é uma modalidade de tiro regulada pela NRA em ano 1985.

## Procedimentos da prova
A prova de NRA Sporting Rifle é composta das seguintes séries de tiro, no total de 32 disparos de prova e ensaios livres, nesta ordem:
| Posição              | Nº disparos | Tempo (minutos) | Observação                         |
| -------------------- | ----------- | --------------- | ---------------------------------- |
| Livre - Ensaio       | ilimitados  | 10              |                                    |
| Deitado              | 8           | 8               | tiro lento                         |
| de Pé                | 8           | 8               | tiro lento                         |
| Sentado ou Ajoelhado | 8           | 1               | tiro rápido - 2 séries de 30s cada |
| Deitado              | 8           | 1               | tiro rápido - 2 séries de 30s cada |

Tempo de preparação de 5 minutos antes do início de cada série de tiro.

Na série de tiro rápido, são efetuadas duas sub-séries de 4 disparos em 30 segundos, totalizando 8 disparos em 1 minuto.